# 2,2-Dimethyl-1-propanol
2,2-Dimethyl-1-propanol (auch neo-Pentanol) ist eine organische chemische Verbindung aus der Gruppe der Alkohole. Es ist eines der acht Strukturisomeren der Pentanole. Es ist der einzige Alkohol aus der Gruppe der Pentanole, der bei Raumtemperatur fest ist.

## Gewinnung und Darstellung
2,2-Dimethyl-1-propanol wird durch die Reduktion von Pivalinsäure gewonnen. Es lässt sich auch aus Diisobutylen über den Zwischenschritt des Peroxids herstellen. Außerdem ist es über Hydroformylierung von Isobutylen und anschließende Hydrierung zugänglich.

## Eigenschaften
2,2-Dimethyl-1-propanol bildet farblose Kristalle mit pfefferminzartigem Geruch.

## Verwendung
2,2-Dimethyl-1-propanol wird als Lösungsmittel verwendet. Es dient als Ligand für Übergangskomplexe und Polymerisationskatalysatoren sowie in der organischen Synthese als Reagenz zur Einführung einer Neopentylgruppe in organische Verbindungen.